# کورتنی سویتمن-کرک
کورتنی سویتمن-کرک (انگلیسی: Courtney Sweetman-Kirk؛ زادهٔ ۱۶ نوامبر ۱۹۹۰) بازیکن فوتبال اهل بریتانیا است.
از باشگاه‌هایی که در آن بازی کرده‌است می‌توان به باشگاه فوتبال لستر سیتی اشاره کرد.
وی همچنین در تیم ملی فوتبال England U-23 بازی کرده‌است.